# Atelopus angelito
Atelopus angelito es una especie de anfibios de la familia Bufonidae.
Es endémica de Colombia.
Su hábitat natural incluye montanos secos, zonas de arbustos a gran altitud, y ríos.